# Steven Mithen
Arqueólogo da Arqueologia Cognitiva, ramo da Arqueologia Pós-Processual. Mithen propõe a evolução da mente humana através da recapitulação e do modelo catedrático da mente. A evolução da mente humana teria passado por três fases: 1)domínio geral; 2) domínio geral com módulos específicos independentes; 3) domínio geral com módulos específicos sob controle de um processador central.
ver também: Teoria Arqueológica, Steven Pinker, Psicologia Evolucionista

## Livros
- MITHEN, Steven "A pré-história da Mente - BUSCA DAS ORIGENS DA ARTE, DA RELIGIAO E DA CIÊNCIA". Editora UNESP.